# Landkreis Köthen
Der Landkreis Köthen war ein Landkreis in der östlichen Mitte des Bundeslandes Sachsen-Anhalt. Nachbarkreise waren im Norden der Landkreis Schönebeck und der Landkreis Anhalt-Zerbst sowie die kreisfreie Stadt Dessau, im Osten der Landkreis Bitterfeld, im Süden der Saalkreis und im Westen der Landkreis Bernburg. Der Landkreis ging am 1. Juli 2007 auf Grund einer Kreisreform in Sachsen-Anhalt in den neu gebildeten Landkreis Anhalt-Bitterfeld auf.

## Geographie
Der Landkreis Köthen lag in der Magdeburger Börde im Zentrum des Dreiecks Magdeburg – Dessau – Halle (Saale). Im Norden grenzte er an die Elbe. Nahe der Elbe liegt der Wulfener Bruch, ein Feuchtwiesengebiet mit zahlreichen bedrohten Vogelarten.

## Geschichte
Das Fürstentum Anhalt-Köthen bestand seit 1603. Johann Sebastian Bach diente hier eine Zeit lang als Kapellmeister.  1665 wurde es mit Anhalt-Plötzkau vereinigt und wurde 1806 Herzogtum. 1847 wurde es zwischen Anhalt-Dessau und Anhalt-Bernburg aufgeteilt, 1863 kam Anhalt-Köthen vollständig zum Herzogtum Anhalt. Gleichzeitig wurde aus ihm der Kreis Köthen gebildet. Nachdem 1918 aus dem Herzogtum Anhalt der Freistaat Anhalt geworden war, wurde 1932 aus dem Zusammenschluss der Kreise Köthen und Dessau der Landkreis Dessau-Köthen gebildet. 1934 wurde die Stadt Köthen kreisfrei.
Nach 1945 gehörte der Landkreis Dessau-Köthen zunächst zur neugebildeten Provinz Sachsen-Anhalt, aus der 1947 das Land Sachsen-Anhalt wurde. Bei der ersten Kreisgebietsreform in der DDR im Jahre 1950 wurde der größte Teil des Landkreises Dessau-Köthen mit dem Stadtkreis Köthen, den Gemeinden Aken a./E., Chörau und Micheln des Landkreises Calbe sowie der Gemeinde Wieskau des Saalkreises zum neuen Landkreis Köthen vereinigt.
1952 kam es in der DDR zu einer umfassenden Verwaltungsreform, bei der unter anderem die Länder aufgelöst wurden und durch Bezirke ersetzt wurden sowie eine neue Kreisgliederung geschaffen wurde:
- Die Gemeinde Mosigkau wurde in den Stadtkreis Dessau eingegliedert.
- Die Gemeinden Biendorf, Cörmigk, Gerlebogk, Preußlitz, Wiendorf und Wohlsdorf des Landkreises Köthen kamen zum Kreis Bernburg.
- Die Gemeinden Hoyersdorf, Lingenau, Marke, Möst bei Schierau, Niesau, Priorau, Retzau, Schierau, Thurland und Tornau vor der Heide des Landkreises Köthen kamen zum Kreis Bitterfeld.
- Die Städte Oranienbaum und Wörlitz sowie die Gemeinden Brandhorst, Gohrau, Goltewitz, Griesen, Horstdorf, Kakau, Kleutsch, Rehsen, Riesigk, Schönitz, Sollnitz und Vockerode des Landkreises Köthen kamen zum Kreis Gräfenhainichen.
- Die übrigen Städte und Gemeinden des Landkreises Köthen bildeten zusammen mit der Gemeinde Dornbock des Landkreises Schönebeck den Kreis Köthen.
- Die Kreise Bernburg, Bitterfeld, Gräfenhainichen und Köthen wurden dem neugebildeten Bezirk Halle zugeordnet.

Bereits vor der Wiedervereinigung der beiden deutschen Staaten wurde der Kreis Köthen 1990 zum Landkreis Köthen. Ab dem 3. Oktober 1990 gehörte er zum wiedergegründeten Land Sachsen-Anhalt. Von der Kreisreform in Sachsen-Anhalt 1994 war der Landkreis nicht betroffen. Bis 2007 lautete die amtliche Bezeichnung Landkreis Köthen, obwohl die Kreisstadt den Namen Köthen (Anhalt) trug.
Bei der Kreisgebietsreform 2007 in Sachsen-Anhalt wurde der Landkreis Köthen mit dem Landkreis Bitterfeld und Teilen des Landkreises Anhalt-Zerbst zum neuen Landkreis Anhalt-Bitterfeld fusioniert.

## Einwohnerentwicklung
| Jahr | Einwohner | Quelle |
| ---- | --------- | ------ |
| 1871 | 42.361    | [ 7 ]  |
| 1890 | 47.931    | [ 8 ]  |
| 1900 | 53.691    | [ 8 ]  |
| 1910 | 55.043    | [ 8 ]  |
| 1925 | 57.587    | [ 8 ]  |
|      |           |        |
| 1955 | 102.500   | [ 9 ]  |
| 1961 | 95.755    | [ 10 ] |
| 1971 | 89.913    | [ 11 ] |
| 1981 | 82.122    | [ 12 ] |
| 1989 | 77.898    | [ 13 ] |
| 2000 | 70.600    | [ 14 ] |
| 2007 | 64.269    | [ 15 ] |

## Städte und Gemeinden

### Stand 2007
(Einwohner am 31. Dezember 2006)
| Einheitsgemeinden - 1. Aken (Elbe), Stadt (8.917) - 2. Köthen (Anhalt), Stadt (29.667) |

Verwaltungsgemeinschaften mit ihren Mitgliedsgemeinden bis zum 30. Juni 2007
Sitz der Verwaltungsgemeinschaft *
| - 1. Verwaltungsgemeinschaft Osternienburg 1. Chörau (247) 2. Diebzig (276) 3. Dornbock (372) 4. Drosa (615) 5. Elsnigk (719) 6. Großpaschleben (869) 7. Kleinpaschleben (949) 8. Libbesdorf (401) 9. Micheln (770) 10. Osternienburg * (2.130) 11. Reppichau (481) 12. Trinum (412) 13. Wulfen (1.171) 14. Zabitz (518) | - 2. Verwaltungsgemeinschaft Südliches Anhalt 1. Edderitz (1.229) 2. Fraßdorf (242) 3. Glauzig (469) 4. Görzig (1.262) 5. Großbadegast (683) 6. Gröbzig, Stadt (3.161) 7. Hinsdorf (522) 8. Libehna (271) 9. Maasdorf (378) 10. Meilendorf (250) 11. Piethen (264) 12. Prosigk (752) 13. Quellendorf (1.027) 14. Radegast, Stadt (1.221) 15. Reupzig (328) 16. Riesdorf (135) 17. Scheuder (347) 18. Schortewitz (696) 19. Trebbichau an der Fuhne (368) 20. Weißandt-Gölzau * (1.868) 21. Wieskau (314) 22. Zehbitz (374) |

### Ehemalige Gemeinden
| - Arensdorf, am 1. Januar 2004 zu Köthen - Baasdorf, am 1. Januar 2004 zu Köthen - Bobbe, am 1. Oktober 1961 zu Dornbock - Cattau, am 20. Juli 1950 zu Wieskau - Cosa, am 1. Januar 2005 zu Prosigk - Cösitz, am 1. Januar 2005 zu Zörbig - Crüchern, am 20. Juli 1950 zu Wohlsdorf - Diesdorf, am 1. Januar 1957 zu Quellendorf - Dohndorf, am 1. Januar 2004 zu Köthen - Elsdorf, am 1. Oktober 1961 zu Köthen - Fernsdorf, am 20. Juli 1950 zu Prosigk - Frenz, am 1. Mai 1974 zu Großpaschleben - Friedrichsdorf, am 20. Juli 1950 zu Storkau - Geuz, 1923 zu Köthen - Gnetsch, am 1. Januar 2005 zu Weißandt-Gölzau - Großwülknitz, am 20. Juli 1950 zu Wülknitz - Hohnsdorf, am 20. Juli 1950 zu Trebbichau an der Fuhne - Hohsdorf, am 20. Juli 1950 zu Merzien - Ilbersdorf, am 20. Juli 1950 zu Wiendorf - Kleinbadegast, am 1. Januar 1970 zu Großbadegast - Kleinweißandt, am 20. Juli 1950 zu Weißandt-Gölzau - Kleinwülknitz, am 20. Juli 1950 zu Wülknitz - Kleinzerbst, am 1. Januar 1994 zu Aken - Klepzig, 1923 zu Köthen - Körnitz, am 20. Juli 1950 zu Meilendorf - Lausigk, am 1. Januar 1961 zu Scheuder - Lennewitz, am 20. Juli 1950 zu Zehbitz - Löbnitz an der Linde, am 1. Januar 2004 zu Köthen | - Locherau, am 20. Juli 1950 zu Libehna - Merzien, am 8. August 1994 zu Köthen - Mölz, am 1. Oktober 1961 zu Kleinpaschleben - Naundorf vor der Heide, am 20. Juli 1950 zu Lausigk - Pfaffendorf, am 20. Juli 1950 zu Edderitz - Pfitzdorf, am 20. Juli 1950 zu Wiendorf - Pfriemsdorf, am 20. Juli 1950 zu Kleinbadegast - Pißdorf, am 20. Juli 1950 zu Osternienburg - Plömnitz, am 20. Juli 1950 zu Preußlitz - Porst, am 1. Oktober 1961 zu Köthen - Pösigk, am 20. Juli 1950 zu Cosa - Reinsdorf, am 20. Juli 1950 zu Görzig - Repau, am 20. Juli 1950 zu Libehna - Rohndorf, am 20. Juli 1950 zu Glauzig - Sibbesdorf, am 20. Juli 1950 zu Osternienburg - Storkau, am 1. Januar 1957 zu Reupzig - Thurau, am 20. Juli 1950 zu Zabitz - Trebbichau bei Wulfen, am 20. Juli 1950 zu Micheln - Wehlau, am 20. Juli 1950 zu Zehbitz - Wenndorf, am 20. Juli 1950 zu Löbnitz - Werdershausen, am 20. Juli 1950 zu Gröbzig - Wörbzig, am 1. Januar 2004 zu Gröbzig - Wülknitz, am 1. April 2004 zu Köthen - Würflau, am 1. Oktober 1961 zu Elsnigk - Zehmigkau, am 20. Juli 1950 zu Meilendorf - Zehmitz, am 20. Juli 1950 zu Zehbitz - Zehringen, am 20. Juli 1950 zu Merzien - Ziebigk, am 20. Juli 1950 zu Cosa |

## Wappen
Blasonierung: „Gespalten von Schwarz und Silber, vorne ein halber silberner Flug, hinten eine auf rotem Schildfuß stehende Palme in natürlichen Farben (Kokospalme).“

## Verkehr
Durch das Gebiet des ehemaligen Kreises verläuft die Eisenbahnhauptstrecke Magdeburg–Halle (Saale).

## Kfz-Kennzeichen
Anfang 1991 erhielt der Landkreis das Unterscheidungszeichen KÖT. Es wurde bis zum 30. Juni 2007 ausgegeben. Seit dem 27. November 2012 ist es aufgrund der Kennzeichenliberalisierung im Landkreis Anhalt-Bitterfeld erhältlich.